# Kimry
Kimry è una cittadina della Russia europea centrale, situata sulla sponda sinistra del Volga alla confluenza in esso del piccolo fiume Kimrka, nell'Oblast' di Tver', circa 130 km ad est del capoluogo; è il capoluogo del distretto omonimo.
La cittadina è attestata in documenti dell'anno 1546; un certo sviluppo iniziò però solo all'inizio del XX secolo, che la portò ad ottenere lo status di città nel 1917.
Kimry è servita da un piccolo aeroporto.